# 科幻电影

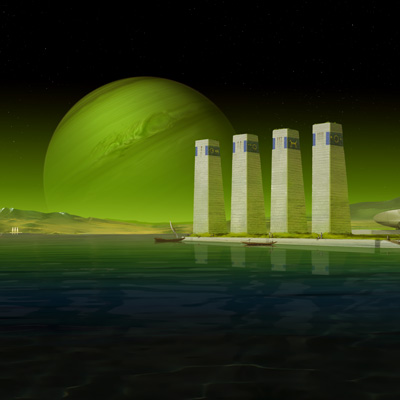
科幻中未來外星殖民地

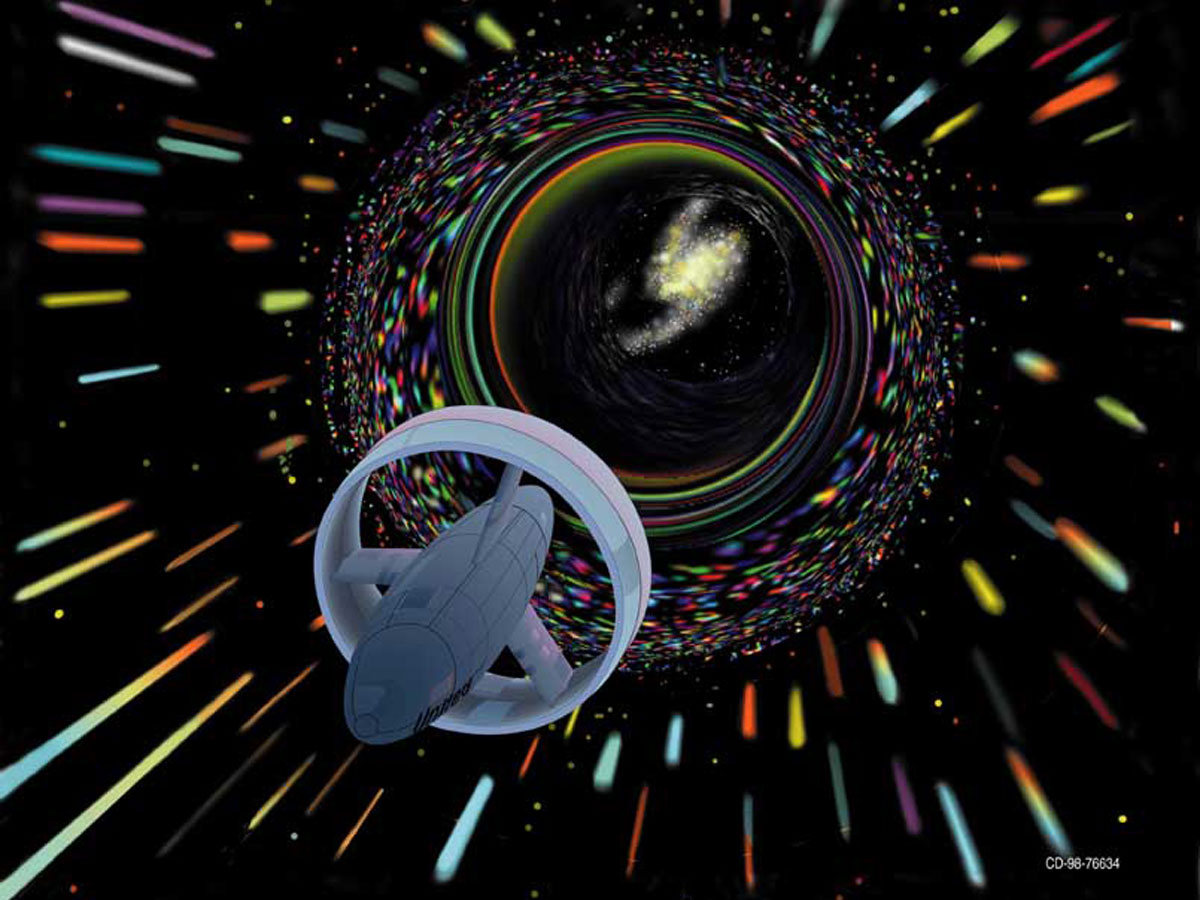
科幻中的曲速引擎太空船

科幻电影（英語：Science fiction film）是电影的一個種類，採用科幻作为题材。确切来说，科幻电影是以建立在科学上的幻想性情景或假设为背景，在此基础上展开叙事的电影。科幻电影所采用的科学理论并不一定被主流科学界接受，例如外星生命、外星球、超能力或时间旅行等等。科幻电影常常使用可能的未来世界作为故事背景，用太空船、机器人或其他超越时代的科技等元素彰显与现实之间的差异。许多科幻电影会表现出对于政治或社会议题的关注，以及哲学方面如人类处境的探讨。一些科幻电影是从科幻文学作品改编而成，但科幻电影会注重撷取其中的文学或人文方面的元素，而无视科幻文学比较注重的科学严谨性和逻辑性。
科幻电影自电影发明不久后的默片时代就存在了。1902年，乔治·梅里愛拍摄了《月球旅行记》。这部改编于儒勒·凡尔纳同名小说的电影以巧妙的摄影效果折服了当时的观众。另一个早期科幻电影的例子是1927年的电影《大都會》。从1930年代到1950年代，科幻电影以低制作成本的B级片为主。而在1968年斯坦利·库布里克的里程碑作品《2001年太空漫游》之后，科幻电影得到了更多的关注，开始成为更为严肃的电影类型。1970年代末期，随着电影《星球大战》系列的第一部（加上前传后的第四部）的上映并获得成功，使用了大量特技效果的大制作的科幻电影逐渐流行起来，为日后鸿篇巨制的科幻电影大片潮流奠定了基础。

## 科幻片定義
要准确地判断什么电影是科幻电影是很难的一件事。科幻电影并没有一个被广泛认同的准确定义。实际上，科幻电影可以看做是科幻文学的一种衍生品(因通常為文學作品的翻拍)。以下是科幻电影的一种定义：
科幻电影是一类尝试以未知事物满足观众的电影，滿足人類對未來或是現實社會的衝突的想像。它注重于真实科学、推想性科学或思辨科学以及经验性方法，并在一定的社会环境下将它们与魔法或宗教中的超验主义互相结合起来。
这个定义假设了在经验主义（现实世界）和超验主义（超自然现象）之间存在着连续的过渡地段。科幻电影可以划分在这个地段中靠近经验主义的一侧，而恐怖电影和奇幻电影则在靠近超验主义的一侧。然而，科幻电影和恐怖电影的结合也不在少数，其中有名的有1931年的《弗兰克斯坦》以及《异形》系列。

## 历史
科幻电影在欧洲形成、在美国发展壮大最后在全球多元化发展。
在无声电影刚刚产生不久，科幻电影就出现了。这一时期的科幻电影诞生于科技发达、民众科学素养高的德国和法国，如最早的科幻电影《月球旅行记》（1902）、《杜普博士的疯狂》（1915）、《卡里加里博士》（1920）、《大都会》（1927）。内容涉及政治、未来、种族、宗教等各种元素。
早期科幻电影在美国发展程度不高，处于边缘化状态，《科学怪人》被视为恐怖片而非科幻片。苏联反而对科幻片更为重视，有《阿爱里塔》等作品。
1940年代合众国诉派拉蒙影业公司案后，又因为欧洲饱受二战摧残，科幻电影发展重心转移到美国，《登陆月球》《地球停转之日》《禁忌星球》等上映。1950年代至70年代，美国科幻电影主要讨论严肃社会问题，如《2001太空漫游》《发条橙》。受美国文化影响，怪兽电影《哥斯拉》于1954年在日本诞生。
随着1977年《星球大战》大获成功，美国科幻电影开始向全球传播。《异形》、《星艦奇航》（1979）、《E.T.》（1982）、《终结者》（1984）、《深渊》（1989）等获千万美元投资的科幻电影陆续诞生，1993年的《侏罗纪公园》全球票房达到10亿美元，标志着科幻电影成为主要电影类型。而科幻电影也开始从“人文时代”转向“技术—感官”主导的时代，不过也有《银翼杀手》等深刻作品出现。全球电影票房排行榜榜首和前列的《阿凡达》、《复仇者联盟》等都属于科幻电影。
在世界其他地区，韩国融合灾难、恐怖类型元素结合社会批判推出了《汉江怪物》等。日本则以动漫电影、CG电影为特色，并制作了一些赛博朋克电影如《爆裂都市》等。中国科幻电影起步于1938年的《六十年后上海滩》，在1980年代出现创作高潮，《珊瑚岛上的死光》《霹雳贝贝》等陆续诞生，商业科幻电影则在2019年《流浪地球》和《疯狂的外星人》上映后起步。

## 外部連結
西方科幻電影網站
- 最新科幻电影[永久]
- The Encyclopedia of Fantastic Film and Television （页面存档备份，存于） — horror, science fiction, fantasy and animation
- The Greatest Films: Science Fiction Films （页面存档备份，存于）
- Sciencemonster.net （页面存档备份，存于） — Catalog, background, and a few movies to download.